# Leucocharis
Leucocharis é um género de gastrópode  da família Orthalicidae.
Este género contém as seguintes espécies:
- †Leucocharis loyaltiensis
- Leucocharis pancheri
- †Leucocharis porphyrocheila